# 柯賓大廈

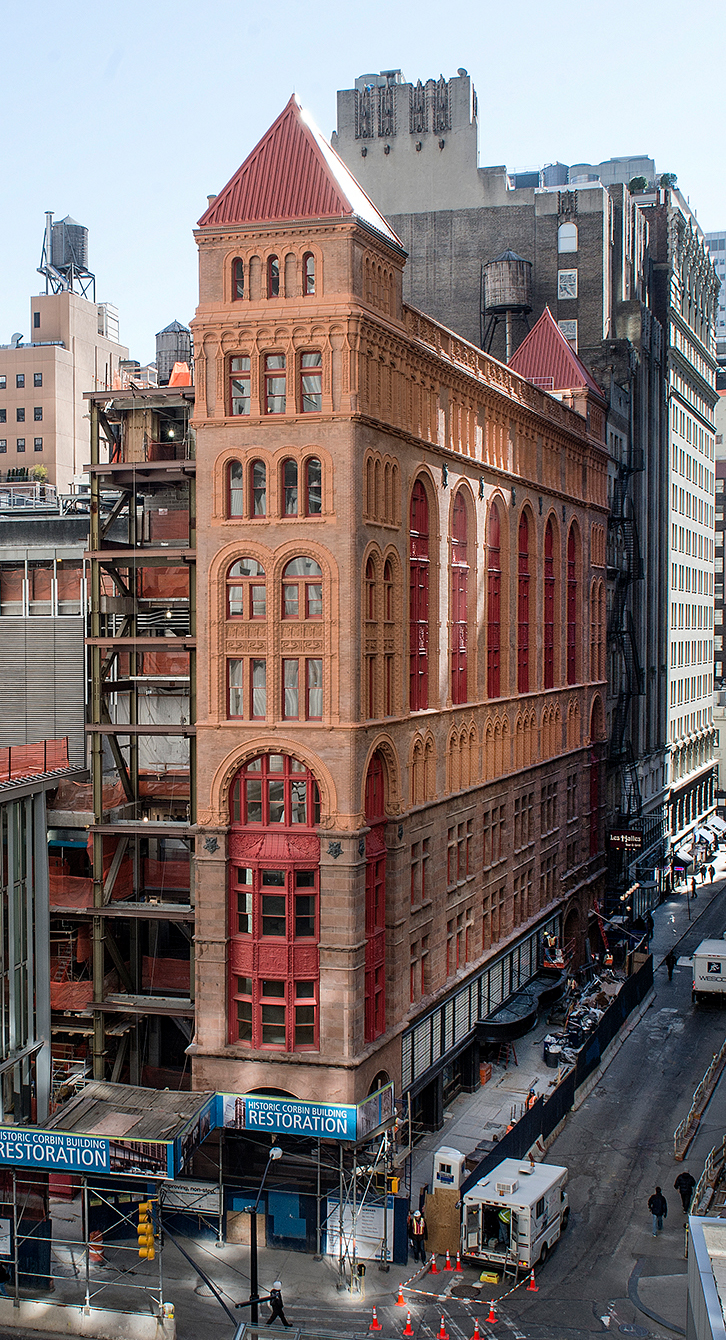

柯賓大廈（Corbin Building）是美國紐約市曼哈頓的一座建築，位於曼哈頓金融區的約翰街和百老匯的路口。這座建築得名於長島鐵路總裁Austin Corbin，設計者是Francis H. Kimball。在經過翻新之後，柯賓大廈在2012年12月重新開業。2015年，該建築被紐約市地標保護委員會列入紐約市地標。2016年開始，WeWork租賃了柯賓大廈的部分空間。